# Deinonychus koreanensis
Deinonychus koreanensis (лат.) — неофициально названный вид тероподовых динозавров. Известен по бедренной кости, сохранившейся в отложениях позднего мела на территории Южной Кореи.

## История описания и таксономия
Описан в 1979 году корейским палеонтологом Х. М. Кимом под названием Koreanosaurus. В 1993 году был переописан тем же исследователем как Deinonychus koreanensis. Некоторые исследователи предлагают относить вид к другим семействам: тираннозавридам или гипсилофодонтидам.